# Lesotho az 1988. évi nyári olimpiai játékokon
Lesotho a dél-koreai Szöulban megrendezett 1988. évi nyári olimpiai játékok egyik részt vevő nemzete volt. Az országot az olimpián 2 sportágban 6 sportoló képviselte, akik érmet nem szereztek.

## Atlétika
Férfi
| Versenyző        | Versenyszám | Előfutam | Előfutam | Előfutam | Negyeddöntő | Negyeddöntő | Negyeddöntő | Elődöntő | Elődöntő | Elődöntő | Döntő   | Döntő    |
| Versenyző        | Versenyszám | Idő      | Hely.    | Össz.    | Idő         | Hely.       | Össz.       | Idő      | Hely.    | Össz.    | Idő     | Helyezés |
| ---------------- | ----------- | -------- | -------- | -------- | ----------- | ----------- | ----------- | -------- | -------- | -------- | ------- | -------- |
| Mothobi Kharitse | 100 m       | 10,97    | 5.       | 83.      | kiesett     | kiesett     | kiesett     | kiesett  | kiesett  | kiesett  | kiesett | kiesett  |
| Noheku Nteso     | Maraton     |          |          |          |             |             |             |          |          |          | 2:29:44 | 61.      |
| Mohala Mohloli   | Maraton     |          |          |          |             |             |             |          |          |          | 2:44:44 | 82.      |

## Ökölvívás
| Versenyző        | Versenyszám   | Selejtező         | 32-es főtábla                   | Nyolcaddöntő                        | Negyeddöntő       | Elődöntő          | Döntő             | Helyezés |
| Versenyző        | Versenyszám   | Ellenfél Eredmény | Ellenfél Eredmény               | Ellenfél Eredmény                   | Ellenfél Eredmény | Ellenfél Eredmény | Ellenfél Eredmény | Helyezés |
| ---------------- | ------------- | ----------------- | ------------------------------- | ----------------------------------- | ----------------- | ----------------- | ----------------- | -------- |
| Teboho Mathibeli | Légsúly       | erőnyerő          | Mario González (MEX) · 0:5      | kiesett                             | kiesett           | kiesett           | kiesett           | 17.      |
| Ncholu Monontsi  | Nagyváltósúly | erőnyerő          | Martin Kitel (SWE) · 0:5        | kiesett                             | kiesett           | kiesett           | kiesett           | 17.      |
| Sello Mojela     | Középsúly     | erőnyerő          | Simeon Stubblefield (LBR) · 5:0 | Henry Maske (GDR) · mérkőzés nélkül | kiesett           | kiesett           | kiesett           | 9.       |